# Tina Brooks
Harold Floyd (Tina) Brooks (7 de junio de 1932 – 13 de agosto de 1974), fue un músico de jazz estadounidense que tocaba el saxofón tenor.

## Primeros años
Harold Floyd "Tina" Brooks y su hermano gemelo Harry nacieron en Fayetteville, Carolina del Norte en la familia de David and Cornelia Brooks. Eran los menores de 8 hijos.
Esta familia unida emigró al distrito del Bronx en Nueva York en 1944, cuando Harold contaba con 12 años. Para entonces ya había sido apodado Tina, debido a su escasa estatura en sus años de colegio. En esta época, comenzó a tocar el saxofón. Junto con la enseñanza en la escuela, recibió clases particulares de su hermano mayor, David "Bubba" Brooks Jr. 
Su hermano Bubba se estaba convirtiendo en un establecido saxofonista tenor de R&B, tocando con la banda del pianista Sonny Thompson en 1950. Cuando Bubba se ausentó, Tina ocupó su lugar durante unos meses. En enero de 1951, Tina grabó por primera vez en Cleveland en una de las frecuentes sesiones de Thompson para King.
En los primeros años 50, Brooks trabajó en bandas latinas locales de Nueva York y varios grupos de R&B, incluyendo los del pianista y cantante Charles Brown y el trompetista Joe Morris. En 1953 o 1954 estuvo de gira con el pianista Amos Milburn. A continuación, se unió a la orquesta de Lionel Hampton durante la primavera y verano de 1955. Sin embargo, esta prometedora oportunidad resultó poco más interesante que los trabajos anteriores debido al escaso espacio que contaba para su creatividad.
En 1956, Brooks conoció al trompetista y compositor Little Benny Harris en el Blue Morocco, un club de jazz en el Bronx. Harris le introdujo en el jazz moderno. Brooks también desarrolló una amistad con el pianista Elmo Hope. Brooks comenzó a combinar sus primeras influencias (Lester Young, Dexter Gordon, Charlie Parker, Wardell Gray) con nuevos modelos (Sonny Rollins, Hank Mobley) creando un estilo propio, que evolucionó rápidamente.

## Los años en la Blue Note
A finales de 1957, Benny Harris invitó al presidente de Blue Note Records, Alfred Lion, a un club del Harlem para que escuchara a Tina. Impresionado, Lion comenzó a grabar a Brooks en su sello, empezando por una sesión maratoniana de Jimmy Smith el 25 de febrero de 1958, en la que el saxofonista tocó en tres largas interpretaciones. The Sermon y House Party, dos de los principales álbumes de Smith, incluyeron estos temas. Cuando Blue Note grabó al organista en el Small's Paradise en abril, también se incluyó a Brooks como invitado.
El 16 de marzo, Lion dio a Brooks su primera sesión de grabación como líder. Esa grabación no se publicó hasta 1980 cuando fue publicada en Japón como Minor Move. En mayo de 1958, Tina y Junior Cook tocaron el saxofón tenor en la sesión Blue Lights de Kenny Burrell. Quince meses después, formó parte del grupo en otra grabación de Burrell en el Five Spot.
El 19 de junio de 1960 grabó en el primer disco de Freddie Hubbard. Para la ocasión, Brooks compuso el tema que da título al disco, "Open Sesame" y "Gypsy Blue", e hizo los arreglos para "But Beautiful". Una semana después, Tina grabó su segundo álbum, True Blue, con Hubbard a la trompeta. Ambos discos fueron publicados en otoño del mismo año.
A lo largo de 1959 y 1960, Tina era el sustituto de Jackie McLean en la obra teatral The Connection de Jack Gelber, de la compañía The Living Theater. Freddie Redd era el pianista, compositor y director musical. Esta asociación dio origen a tres citas más con Blue Note. Tanto McLean como Brooks aparecen en dos sesiones bajo el nombre de Redd. En la siguiente grabación, bajo el nombre de McLean, se incluyeron tres temas de Brooks: "Medina," "Isle of Java" y "Street Singer." Para el álbum de McLean, Jackie's Bag, Blue Note incluyó, junto con temas de una sesión anterior, la mitad de los temas de la grabación con Brooks. El contenido completo fue publicado en 1979.
Siete semanas más tarde, Tina volvió al estudio de grabación con el mismo grupo que estuvo en la sesión de McLean para grabar su tercer álbum. Por problemas con la calidad de los temas grabados, se completó el álbum resultante con Street Singer de la anterior sesión de McLean. El álbum fue titulado Back to the Tracks y catalogado con el número 4052. Su carátula apareció referenciado en el interior de otros discos de Blue Note y se incluyó en el catálogo de la compañía, pero el álbum nunca se llegó a publicar. En 1961 Brooks grabó un cuartó álbum, que tampoco se publicó.

## Últimos años
Tina Brooks no volvió a grabar a partir de 1961. A lo largo de aquella década trabajaría ocasionalmente en grupos latinos y de R&B pero, esencialmente, trabajó en el Bronx en clubes como Freddie's Bar, el club 845 y el Blue Morocco con Oliver Beener, Elmo Hope, Don Pullen y otros. Su trabajo inspiró a otros jóvenes músicos como el trompeta Charles Tolliver y el batería Barry Altschul. Sin embargo, nunca logró un éxito importante. En parte, por su personalidad tímida y reservada. También, por ser uno de los muchos músicos de jazz de su época que sufrió dependencia de las drogas. Breves periodos en el hospital y la cárcel le alejaron intermitentemente de la música. Tras varios años de enfermedad, que terminaron por imposibilitar que tocara su instrumento, Tina Brooks falleció el 13 de agosto de 1974 a causa de un fallo hepático o, como lo describió Beener, "desvanecimiento general".

## Discografía

### Como líder
- Minor Move (1958)
- True Blue (1960)
- Back to the Tracks (1960)
- The Waiting Game (1961)

### Como acompañante
- The Sermon! de Jimmy Smith (1958)
- House Party de Jimmy Smith (1958)
- Cool Blues de Jimmy Smith (1958)
- Blue Lights Vols 1 & 2 de Kenny Burrell (1958)
- On View at the Five Spot Cafe de Kenny Burrell (1959)
- The Connection de Freddie Redd (1960)
- Open Sesame de Freddie Hubbard (1960)
- Jackie's Bag de Jackie McLean (1960)
- Shades of Redd de Freddie Redd (1960)
- Redd's Blues de Freddie Redd (1961)

- Datos: Q974596